# Pyrrosia flocculosa
Pyrrosia flocculosa là một loài thực vật có mạch trong họ Polypodiaceae. Loài này được (D. Don) Ching miêu tả khoa học đầu tiên năm 1935.